# Journal of Lesbian Studies
Journal of Lesbian Studiesは、Taylor & Francisが出版する査読付きの学際的な学術雑誌である。研究対象は、レズビアンの経験が社会に及ぼす文化的、歴史的、対人的影響である。この雑誌は、レズビアンの歴史、政治、科学、人種、文学、ライフサイクルの問題を扱う研究や理論に関する議論の場となっている。また、レズビアン研究に関連した書評も掲載されている。1997年にHaworth Pressにより創刊され、2007年にTaylor & Francisにより買収された。